# Chionea kanenoi
Chionea kanenoi är en tvåvingeart som beskrevs av Mitsuhiro Sasakawa 1986. Chionea kanenoi ingår i släktet Chionea och familjen småharkrankar. Inga underarter finns listade i Catalogue of Life.